# Kościół św. Kwiryna w Łapszach Niżnych
Kościół św. Kwiryna znajduje się w Łapszach Niżnych, w gminie Łapsze Niżne w dekanacie Niedzica należącym do archidiecezji krakowskiej.
Murowany kościół pochodzi z XIV wieku. W 1313 roku należał do administracji zakonu bożogrobców (miechowitów), którzy zarządzali parafią do 1782 roku. Świątynia ma kształt gotyckiej bryły z prezbiterium o sklepieniu żebrowym i gotyckim portalem. W wieży kościelnej zachował się krzyż bożogrobców. 
We wnętrzu kościoła znajduje się pułap z polichromią przedstawiającą Wniebowzięcie Najświętszej Marii Panny, który został odnowiony w 1714 roku. Wyposażenie pochodzi z okresu baroku m.in. feretronowy posąg św. Mikołaja z początku XVI wieku, obraz św. Augustyna, gotycka figura Matki Boskiej z Dzieciątkiem z przełomu XIV i XV wieku (obecnie w zbiorach Muzeum Archidiecezjalnego w Krakowie).
Kościół św. Kwiryna w Łapszach Niżnych wchodzi w skład tzw. Małopolskiego Szlaku Bożogrobców.